# Pontassieve Calcio
L'A.S.D. Pontassieve Calcio, meglio nota semplicemente come Pontassieve, è una società calcistica italiana con sede nella città di Pontassieve (FI).

## Storia
Il Pontassieve nasce nel 1923 con la denominazione di "Unione Sportiva Pontassieve". Fin dalla sua fondazione, ha disputato campionati a carattere regionale e provinciale, oltre a questo, vanta anche dieci partecipazioni al massimo campionato dilettantistico, raggiungendo come miglior piazzamento il 7º posto nella stagione 1992-1993.

## Palmarès
- Promozione: 2

1988-1989 (girone B), 1999-2000 (girone B)